# Griffonia
Griffonia, rod mahunarki smješten u potporodicu Cercidoideae. Pripada mu četiri vrste penjačica iz zapadne tropske Afrike
Vrsta Griffonia simplicifolia, nazivana afrički crni grah, ima ljekovite sjemenke koje služe kao lijek jer sadrže kemikaliju zvanu 5-hidroksitriptofan (5-HTP).

## Vrste
1. Griffonia physocarpa Baill.
2. Griffonia simplicifolia (Vahl ex DC.) Baill.
3. Griffonia speciosa (Welw. ex Benth.) Taub.
4. Griffonia tessmannii (De Wild.) Compère